# Ciclisme als Jocs Olímpics d'estiu de 2020
El ciclisme és un dels esports que es van disputar als Jocs Olímpics d'Estiu de 2020, a la ciutat de Tòquio, Japó. S'hi van disputar 22 proves en cinc disciplines. Programat inicialment pel 2020, els Jocs es van ajornar per la pandèmia de COVID-19 i es van reprogramar pel 2021.

## Seus
El ciclisme en pista estava previst que es disputés en un velòdrom temporal situat a Ariake. Per estalviar 100 milions de dòlars del cost de construcció es va dedicir de fer-la el velòdrom d'Izu. Inicialment l'UCI es va resistir a desplaçar la seu del centre de Tòquio fins a Izu, a 120 km, però finalment va acceptar canviar a canvi que la Federació Ciclista Japonesa i les autoritats locals es comprometessin en establir a Izu un centre de ciclisme per crear programes que desenvolupin el ciclisme local.
En el ciclisme en carretera la sortida i l'arribada estaven inicialment previstes al jardí del Palau Imperial. Posteriorment es va anunciar que les curses finalitzarien al Circuit de Fuji, mentre l'inici seria al parc Musashinonomori.
| Seus                      | Clúster                    | Esport                                                                         | Data                | Proves | Capacitat |
| ------------------------- | -------------------------- | ------------------------------------------------------------------------------ | ------------------- | ------ | --------- |
| Circuit de Fuji           | Fora de Tòquio             | Ciclisme de carretera (final de les curses de carretera i les contrarellotges) | 24 - 28 juliol      | 4      |           |
| Izu MTB Course            | Fora de Tòquio             | bicicleta de muntanya                                                          | 26 - 27 juliol      | 2      |           |
| Parc Esportiu Urbà Ariake | Zona de la badia de Tòquio | BMX (freestyle i cursa)                                                        | 29 juliol - 1 agost | 4      | 5.000     |
| Parc Musashinonomori      | Zona patrimonial           | Ciclisme de carretera (inici de les curses de carretera)                       | 24 - 25 juliol      | 0      |           |
| Velòdrom d'Izu            | Fora de Tòquio             | ciclisme en pista                                                              | 2 - 8 agost         | 12     | 4.300     |

## Participants
- Algèria (2)
- Alemanya (28)
- Argentina (3)
- Austràlia (30)
- Àustria (8)
- Azerbaidjan (1)
- Bèlgica (15)
- Belarús (4)
- Brasil (5)
- Burkina Faso (1)
- Canadà (23)
- Colòmbia (10)
- Corea del Sud (2)
- Costa Rica (3)
- Croàcia (1)
- Cuba (1)
- Dinamarca (17)
- Equador (4)
- Egipte (1)
- Eritrea (3)
- Eslovàquia (2)
- Eslovènia (6)}
- Espanya (12)
- Estats Units (27)
- Estònia (3)
- Etiòpia (1)
- Finlàndia (1)
- França (28)
- Grècia (3)
- Guatemala (1)
- Hong Kong (5)
- Hongria (3)
- Iran (1)
- Irlanda (7)
- Israel (2)
- Itàlia (24)
- Japó (16)
- Kazakhstan (5)
- Letònia (4)
- Lituània (4)
- Luxemburg (3)
- Malàisia (2)
- Marroc (1)
- Mèxic (7)
- Namíbia (4)
- Noruega (9)
- Nova Zelanda (19)
- Panamà (1)
- Països Baixos (28)
- Paraguai (1)
- Perú (1)
- Polònia (16)
- Portugal (4)
- Refugiats olímpics (1)
- R.P. de la Xina (7)
- Regne Unit (26)
- ROC (18)
- Romania (2)
- Ruanda (1)
- Sud-àfrica (11)
- Suècia (2)
- Surinam (1)
- Suïssa (20)
- Txèquia (7)
- Tailàndia (2)
- Trinitat i Tobago (3)
- Turquia (2)
- Ucraïna (4)
- Uzbekistan (2)
- Veneçuela (2)
- Xile (3)
- Xina Taipei (1)
- Xipre (1)

## Calendari
| H | Sèries | QF | Quarts de finals | SF | Semifinals | F | Finals |

| Prova↓/Data →            | 24 de juliol | 25 de juliol | 26 de juliol | 27 de juliol | 28 de juliol | 29 de juliol | 30 de juliol | 30 de juliol | 31 de juliol | 1 d'agost |
| ------------------------ | ------------ | ------------ | ------------ | ------------ | ------------ | ------------ | ------------ | ------------ | ------------ | --------- |
| BMX Freestyle            |              |              |              |              |              |              |              |              |              |           |
| BMX freestyle masculí    |              |              |              |              |              |              |              |              | H            | F         |
| BMX freestyle femení     |              |              |              |              |              |              |              |              | H            | F         |
| BMX Racing               |              |              |              |              |              |              |              |              |              |           |
| Cursa BMX masculina      |              |              |              |              |              | QF           | SF           | F            |              |           |
| Cursa BMX femenina       |              |              |              |              |              | QF           | SF           | F            |              |           |
| Ciclisme de muntanya     |              |              |              |              |              |              |              |              |              |           |
| Camp a través masculí    |              |              | F            |              |              |              |              |              |              |           |
| Camp a través femení     |              |              |              | F            |              |              |              |              |              |           |
| Ciclisme en ruta         |              |              |              |              |              |              |              |              |              |           |
| Ciclisme en ruta masculí | F            |              |              |              |              |              |              |              |              |           |
| Contrarellotge masculina |              |              |              |              | F            |              |              |              |              |           |
| Ciclisme en ruta femení  |              | F            |              |              |              |              |              |              |              |           |
| Contrarellotge femenina  |              |              |              |              | F            |              |              |              |              |           |

| Event↓/Date →                   | 2 d'agost | 2 d'agost | 2 d'agost | 3 d'agost | 3 d'agost | 3 d'agost | 4 d'agost | 5 d'agost | 5 d'agost | 5 d'agost | 5 d'agost | 6 d'agost | 6 d'agost | 7 d'agost | 7 d'agost | 8 d'agost | 8 d'agost | 8 d'agost | 8 d'agost |
| ------------------------------- | --------- | --------- | --------- | --------- | --------- | --------- | --------- | --------- | --------- | --------- | --------- | --------- | --------- | --------- | --------- | --------- | --------- | --------- | --------- |
| Keirin masculí                  |           |           |           |           |           |           |           |           |           |           |           |           |           | H         | H         | QF        | SF        | F         | F         |
| Americana masculina             |           |           |           |           |           |           |           |           |           |           |           |           |           | F         | F         |           |           |           |           |
| Òmnium masculí                  |           |           |           |           |           |           |           | SR        | TR        | ER        | PR        |           |           |           |           |           |           |           |           |
| Persecució per equips masculina | H         | H         | H         | SF        | SF        | SF        | F         |           |           |           |           |           |           |           |           |           |           |           |           |
| Velocitat individual masculina  |           |           |           |           |           |           | H         | H         | QF        | QF        | QF        | SF        | F         |           |           |           |           |           |           |
| Velocitat per equips masculina  |           |           |           | H         | SF        | F         |           |           |           |           |           |           |           |           |           |           |           |           |           |
| Keirin femení                   |           |           |           |           |           |           | H         | QF        | SF        | F         | F         |           |           |           |           |           |           |           |           |
| Americana femenina              |           |           |           |           |           |           |           |           |           |           |           | F         | F         |           |           |           |           |           |           |
| Òmnium femení                   |           |           |           |           |           |           |           |           |           |           |           |           |           |           |           | SR        | TR        | ER        | PR        |
| Persecució per equips femenina  | H         | H         | H         | SF        | F         | F         |           |           |           |           |           |           |           |           |           |           |           |           |           |
| Velocitat individual femenina   |           |           |           |           |           |           |           |           |           |           |           | H         | H         | H         | QF        | SF        | SF        | F         | F         |
| Velocitat per equips femenina   | H         | SF        | F         |           |           |           |           |           |           |           |           |           |           |           |           |           |           |           |           |

## Resum de medalles

### Ciclisme en ruta
| Proves                 | Or                         | Plata                      | Bronze                     |
| Prova en ruta detalls  | Richard Carapaz (ECU)      | Wout van Aert (BEL)        | Tadej Pogačar (SLO)        |
| Contrarellotge detalls | Primož Roglič (SLO)        | Tom Dumoulin (NED)         | Rohan Dennis (AUS)         |
| Prova en ruta detalls  | Anna Kiesenhofer (AUT)     | Annemiek van Vleuten (NED) | Elisa Longo Borghini (ITA) |
| Contrarellotge detalls | Annemiek van Vleuten (NED) | Marlen Reusser (SUI)       | Anna van der Breggen (NED) |

### Ciclisme en pista

#### Categoria masculina
| Proves                        | Or                                                                                    | Plata                                                                                  | Bronze                                                                                    |
| Keirin detalls                | Jason Kenny (GBR)                                                                     | Azizulhasni Awang (MAS)                                                                | Harrie Lavreysen (NED)                                                                    |
| Americana detalls             | DinamarcaLasse Norman Hansen · Michael Mørkøv                                         | Regne UnitEthan Hayter · Matthew Walls                                                 | FrançaDonavan Grondin · Benjamin Thomas                                                   |
| Òmnium detalls                | Matthew Walls (GBR)                                                                   | Campbell Stewart (NZL)                                                                 | Elia Viviani (ITA)                                                                        |
| Persecució per equips detalls | Itàlia · Simone Consonni · Filippo Ganna · Francesco Lamon · Jonathan Milan           | Dinamarca · Niklas Larsen · Lasse Norman Hansen · Rasmus Pedersen · Frederik Rodenberg | Austràlia · Leigh Howard · Kelland O'Brien · Luke Plapp · Sam Welsford · Alexander Porter |
| Velocitat individual detalls  | Harrie Lavreysen (NED)                                                                | Jeffrey Hoogland (NED)                                                                 | Jack Carlin (GBR)                                                                         |
| Velocitat per equips detalls  | Països BaixosJeffrey Hoogland · Harrie Lavreysen · Roy van den Berg · Matthijs Büchli | Regne UnitJack Carlin · Jason Kenny · Ryan Owens                                       | FrançaFlorian Grengbo · Rayan Helal · Sébastien Vigier                                    |

#### Categoria femenina
| Prova                         | Or                                                                       | Plata                                                                                  | Bronze                                                                                      |
| Keirin detalls                | Shanne Braspennincx (NED)                                                | Ellesse Andrews (NZL)                                                                  | Lauriane Genest (CAN)                                                                       |
| Americana detalls             | Regne UnitKatie Archibald · Laura Kenny                                  | DinamarcaAmalie Dideriksen · Julie Leth                                                | ROCGulnaz Khatuntseva Maria Novolodskaya                                                    |
| Òmnium detalls                | Jennifer Valente (USA)                                                   | Yumi Kajihara (JPN)                                                                    | Kirsten Wild (NED)                                                                          |
| Persecució per equips detalls | Alemanya · Franziska Brauße · Lisa Brennauer · Lisa Klein · Mieke Kröger | Regne Unit · Katie Archibald · Laura Kenny · Neah Evans · Josie Knight · Elinor Barker | Estats Units · Chloé Dygert · Megan Jastrab · Jennifer Valente · Emma White · Lily Williams |
| Velocitat individual detalls  | Kelsey Mitchell (CAN)                                                    | Olena Starikova (UKR)                                                                  | Lee Wai-sze (HKG)                                                                           |
| Velocitat per equips detalls  | R.P. de la XinaBao Shanju · Zhong Tianshi                                | AlemanyaLea Friedrich · Emma Hinze                                                     | ROCDaria Shmeleva Anastasia Voynova                                                         |

### Ciclisme de muntanya
| Prova         | Or                 | Plata                   | Bronze                |
| Homes detalls | Tom Pidcock (GBR)  | Mathias Flückiger (SUI) | David Valero (ESP)    |
| Dones detalls | Jolanda Neff (SUI) | Sina Frei (SUI)         | Linda Indergand (SUI) |

### BMX
| Prova                     | Or                          | Plata                | Bronze                |
| Cursa masculina detalls   | Niek Kimmann (NED)          | Kye Whyte (GBR)      | Carlos Ramírez (COL)  |
| Freestyle masculí detalls | Logan Martin (AUS)          | Daniel Dhers (VEN)   | Declan Brooks (GBR)   |
| Cursa femenina detalls    | Beth Shriever (GBR)         | Mariana Pajón (COL)  | Merel Smulders (NED)  |
| Freestyle femení detalls  | Charlotte Worthington (GBR) | Hannah Roberts (USA) | Nikita Ducarroz (SUI) |

## Medaller
| Posició | País            | Or | Plata | Bronze | Total |
| 1       | Regne Unit      | 6  | 4     | 2      | 12'   |
| 2       | Països Baixos   | 5  | 3     | 4      | 12    |
| 3       | Suïssa          | 1  | 3     | 2      | 6     |
| 4       | Dinamarca       | 1  | 2     | 0      | 3     |
| 5       | Estats Units    | 1  | 1     | 1      | 3     |
| 6       | Alemanya        | 1  | 1     | 0      | 2     |
| 7       | Austràlia       | 1  | 0     | 2      | 3     |
| 7       | Itàlia          | 1  | 0     | 2      | 3     |
| 9       | Eslovènia       | 1  | 0     | 1      | 2     |
| 9       | Canadà          | 1  | 0     | 1      | 2     |
| 11      | Àustria         | 1  | 0     | 0      | 1     |
| 11      | R.P. de la Xina | 1  | 0     | 0      | 1     |
| 11      | Equador         | 1  | 0     | 0      | 1     |
| 14      | Nova Zelanda    | 0  | 2     | 0      | 2     |
| 15      | Colòmbia        | 0  | 1     | 1      | 2     |
| 16      | Bèlgica         | 0  | 1     | 0      | 1     |
| 16      | Japó            | 0  | 1     | 0      | 1     |
| 16      | Malàisia        | 0  | 1     | 0      | 1     |
| 16      | Ucraïna         | 0  | 1     | 0      | 1     |
| 16      | Veneçuela       | 0  | 1     | 0      | 1     |
| 21      | França          | 0  | 0     | 2      | 2     |
| 21      | ROC             | 0  | 0     | 2      | 2     |
| 23      | Espanya         | 0  | 0     | 1      | 1     |
| 23      | Hong Kong       | 0  | 0     | 1      | 1     |
| Total   | Total           | 22 | 22    | 22     | 66    |